# ウンター・デン・リンデン駅
ウンター・デン・リンデン駅 (ドイツ語: U-Bahnhof Unter den Linden) は、ベルリンミッテ区にある地下鉄駅。Uバーンの5号線と6号線の駅である。